# Puntius kelumi
Puntius kelumi är en fiskart som beskrevs av Pethiyagoda, Silva, Maduwage och Madhava Meegaskumbura 2008. Puntius kelumi ingår i släktet Puntius och familjen karpfiskar. Inga underarter finns listade i Catalogue of Life.